# 龙珠路 (桂林)
龙珠路位于桂林市叠彩区漓江西畔，南起伏波山西脚，与凤北路和滨江路相接，北至叠彩山木龙洞口，中段与叠彩路相接。全长约0.8千米。因路北端的叠彩山有个木龙洞，南端的伏波山有个还珠洞，遂取二者的第二个字，取名龙珠路。

## 历史
民国34年（1945年）后，北端由驿前街改称龙珠街；南段由就日街改称桂花街。民国37年（1948年）统称为龙珠路。
1951年更名为桂花路；1966年改为爱武路；1978年复名龙珠路。